# Argousier
Hippophae rhamnoides
«  Argouse » redirige ici. Ne pas confondre avec Arbouse.
Cet article possède des paronymes, voir Arbousier et Margousier.
Espèce
Classification phylogénétique
L'Argousier (Hippophae rhamnoides L.) est une espèce de plantes à fleurs de la famille des Éléagnacées. C'est un arbrisseau dioïque, épineux, originaire des zones tempérées d'Europe et d'Asie (présent dans une vingtaine de pays). Il est bien représenté également dans les régions subtropicales d'Asie, en altitude.
Hippophae rhamnoides est parfois orthographié par erreur Hippophaë rhamnoïdes.
Il a comme synonymes : Elaeagnus rhamnoides (L.) A. Nelson, Hippophae angustifolia Lodd., H. littoralis Salisb., H. rhamnoideum Saint-Lager, H. sibirica Lodd., H. stourdziana Szabó, Osyris rhamnoides Scop., Rhamnoides hippophae Moench.
Linné a repris un nom de Pline et Dioscoride, hippophaes, qui désigne une euphorbe épineuse, Euphorbia acanthothamnos. C'était pour lui une vague allusion à la présence d'épines. En grec, parmi les plantes « qui ont des feuilles en plus de leurs épines », Théophraste (HP. VI) cite ἰππόφεως - hippopheôs et φέως - pheôs, qui est la pimprenelle épineuse, Sarcopoterium spinosum. Autrement dit, ἰππόφεως - hippopheôs est la « grande pimprenelle épineuse », où ἵππος - cheval est un simple augmentatif. L'épithète rhamnoides signifie « faux nerprun » (Rhamnus).
Les noms vernaculaires de l'espèce font en majorité référence à sa morphologie ou au milieu d'accueil : argasse, grisset, épine luisante, épine marante, saule épineux, faux nerprun, bourdaine marine, olivier ou ananas de Sibérie. Dans d'autres langues : sea-buckthorn en anglais, Sanddorn en allemand, espino amarillo en espagnol et  沙棘属 en mandarin signifie littéralement genre, épine et sable, tandis qu'en tibétain : བར་སྟར, Wylie : bar star fait référence à sa taille, relative aux espèces similaires.
La proximité phonétique entre argousier et arbousier (Arbutus unedo) rend la confusion entre les deux plantes particulièrement fréquente.

## Description

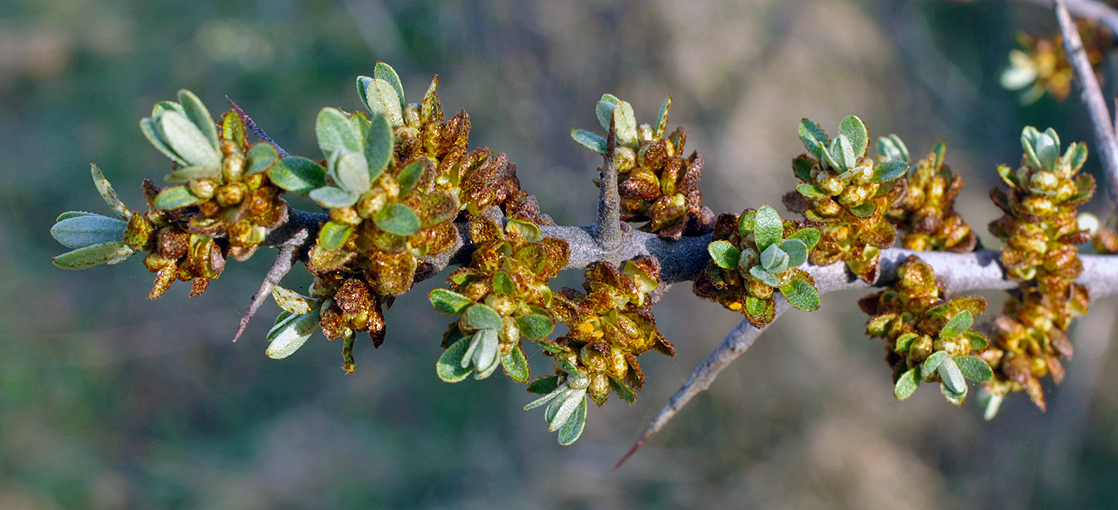
Inflorescence mâle.

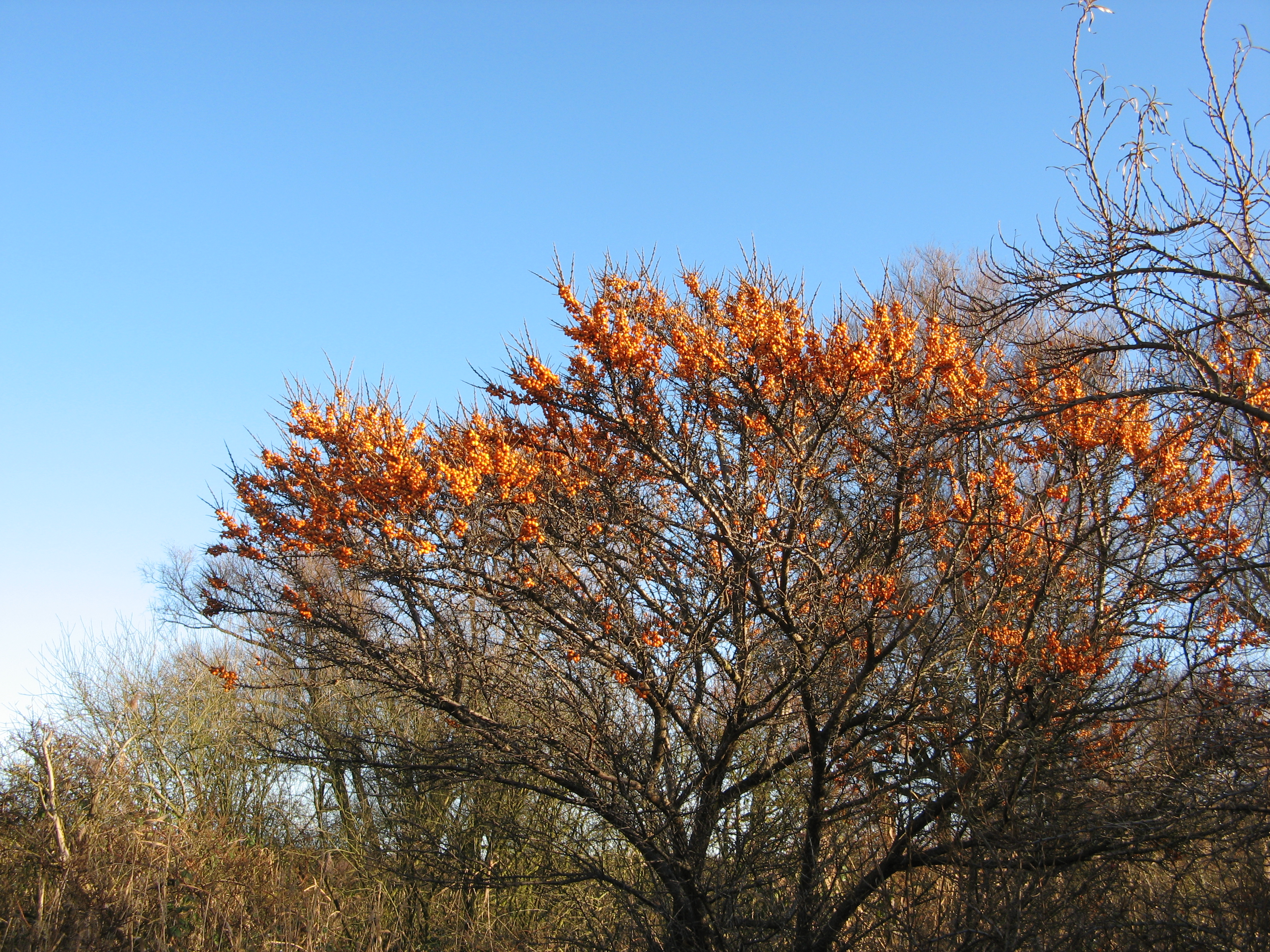
Argousier de forme arborescente sur la Péninsule de Priwall (Baltique).

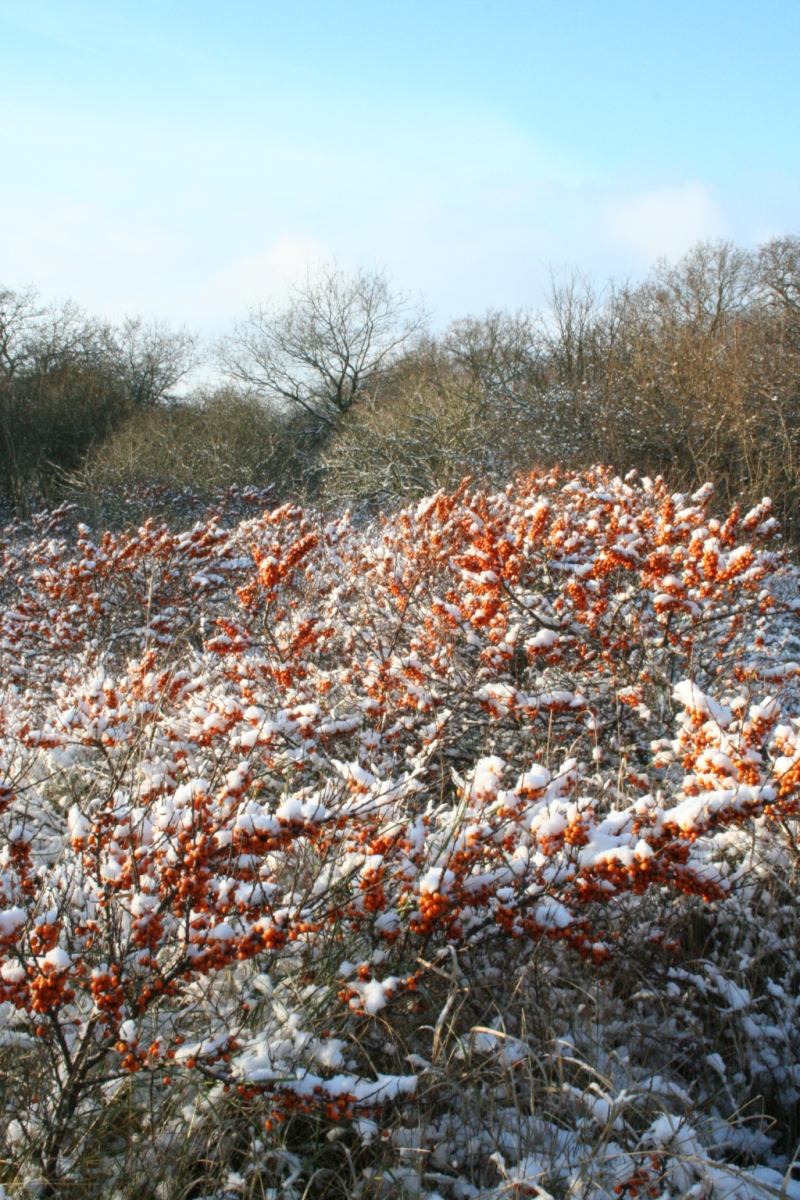
Formation littorale à argousier en hiver, aux Pays-Bas.

Ligneux très épineux, au port buissonnant, de 1 à 5 mètres (noté jusqu'à 18 m dans certaines flores, aux abords de pannes dunaires par exemple, il atteint facilement une dizaine de mètres alors qu'exposé au vent, la plante conserve des proportions moindres), nanophanérophyte (cf. classification de Raunkier) et caducifoliée. Sa longévité s'étend jusqu'à 80 ans. La plante dioïque est pollinisée par les insectes et dispersée par les oiseaux. C'est une pionnière, héliophile.
Les feuilles, caduques, alternes, simples, sont très étroites et présentent une seule nervure. Le pétiole est très court. Le limbe est vert à la face supérieure et gris argenté à la face inférieure. Les fleurs, apétales, très petites, sont verdâtres et apparaissent dès le mois d'avril, avant les feuilles. Les fruits (argouses), de forme ovoïde, sont complexes (fausses drupes), formés d'un akène entouré d'une partie charnue issue de la transformation du réceptacle floral. Globuleux, ils sont jaunes ou orange à maturité (vers le mois de septembre) et mesurent de 6 à 8 mm de diamètre. L'argouse, très juteuse, est comestible. Son goût se rapproche de celui de l'ananas et du fruit de la passion ; il est très acidulé avec une amertume qui fait penser au citron. Les baies se consomment rarement crues, mais entrent plutôt comme composantes de sauces, jus, smoothies et sirops, chutneys et confitures. Elles sont  riches en acides aminés et en vitamines B1, B2, C et E ,.
Les arbustes portent généralement des fruits après trois ans et donnent des rendements maximaux après sept à huit ans. Les pieds mâles fleurissent un peu plus tôt que les femelles et pour une période de 6 à 12 jours ; 12 à 15 semaines sont nécessaires jusqu'à la pleine maturité des fruits.
Hippophae rhamnoides présente trois sous-espèces en Europe :
- Hippophae rhamnoides subsp. carpatica Rousi, l’argousier des Carpates, dans les sites forestiers et arbustifs de l'étage préalpin. Il appartient avec le Saule à l'association phytosociologique (communauté) du Salici-Hippophaetum rhamnoides (Kennart). Ses rameaux poussent droit. Les baies sont de forme sphérique ;
- Hippophae rhamnoides subsp. fluviatilis Soest, le faux nerprun se trouve principalement en  zones préalpines et se caractérise par de longues branches flexibles, des feuilles ovales de 3-6 mm de large, des graines non aplaties. Son armure est moins prononcée ;
- Hippophae rhamnoides subsp. rhamnoides, l'argousier principal des réserves côtières, il y forme une association côtière des sables dunaires : Hippophao-Salicetum arenariae (Kennart). Son aspect est très épineux, ses branches courtes et rigides. Les pousses sont souvent tordues et noueuses. La forme générale  des fruits est cylindrique, les graines aplaties.

Les caractères morphologiques varient considérablement en fonction du large éventail de conditions climatiques qui couvre l'aire de distribution du taxon (voir liste des taxons).
L'argousier demande un sol légèrement humide en permanence (il appartient à la xérosphère dunaire), elle développe un système racinaire étendu pour capter l'humidité des sols et les eaux souterraines et supporte des températures négatives.

## Distribution et habitat

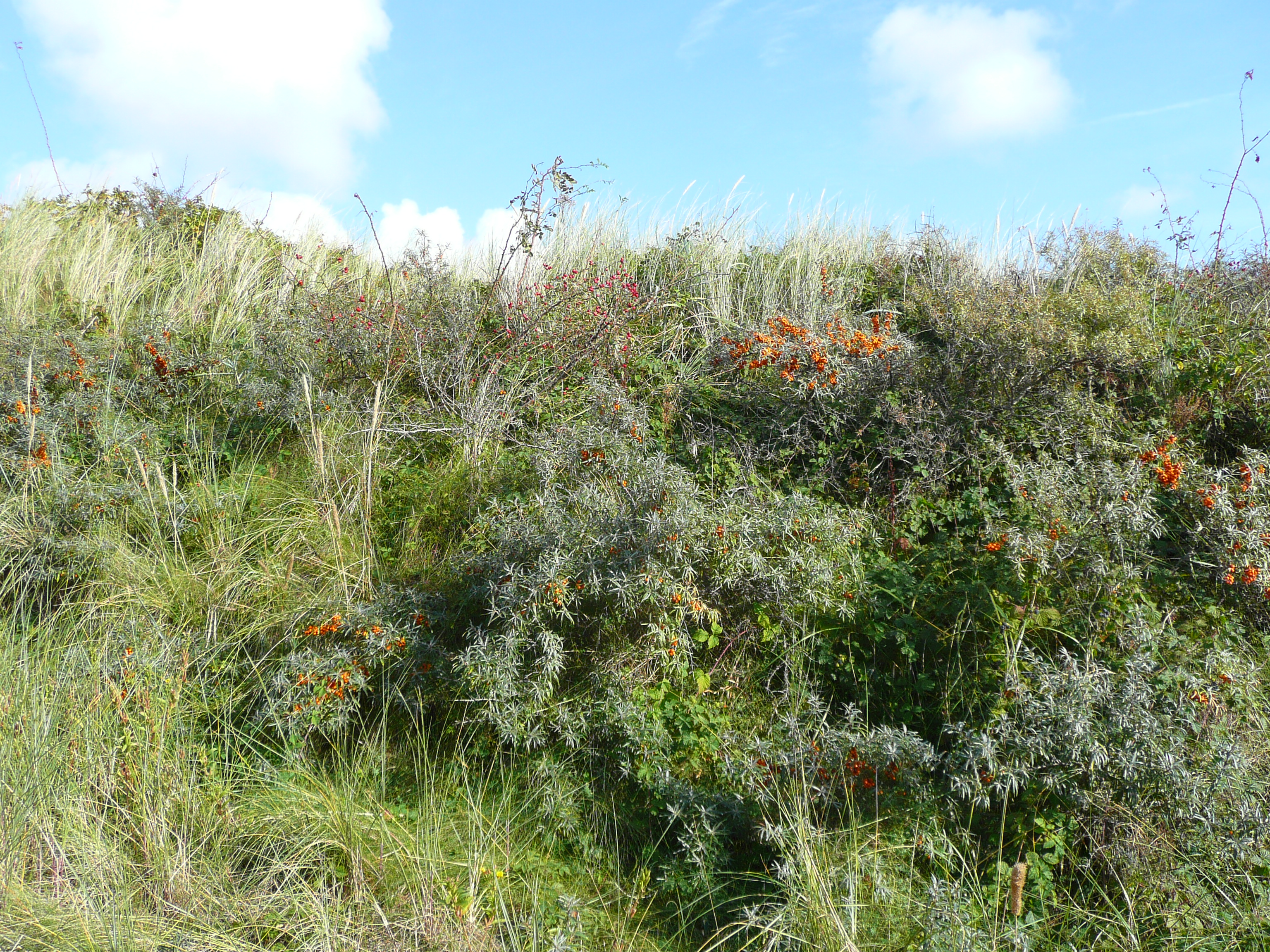
Formation dunaire à Hippophaë rhamnoides et Rosa canina, en Basse-Saxe, en Allemagne.

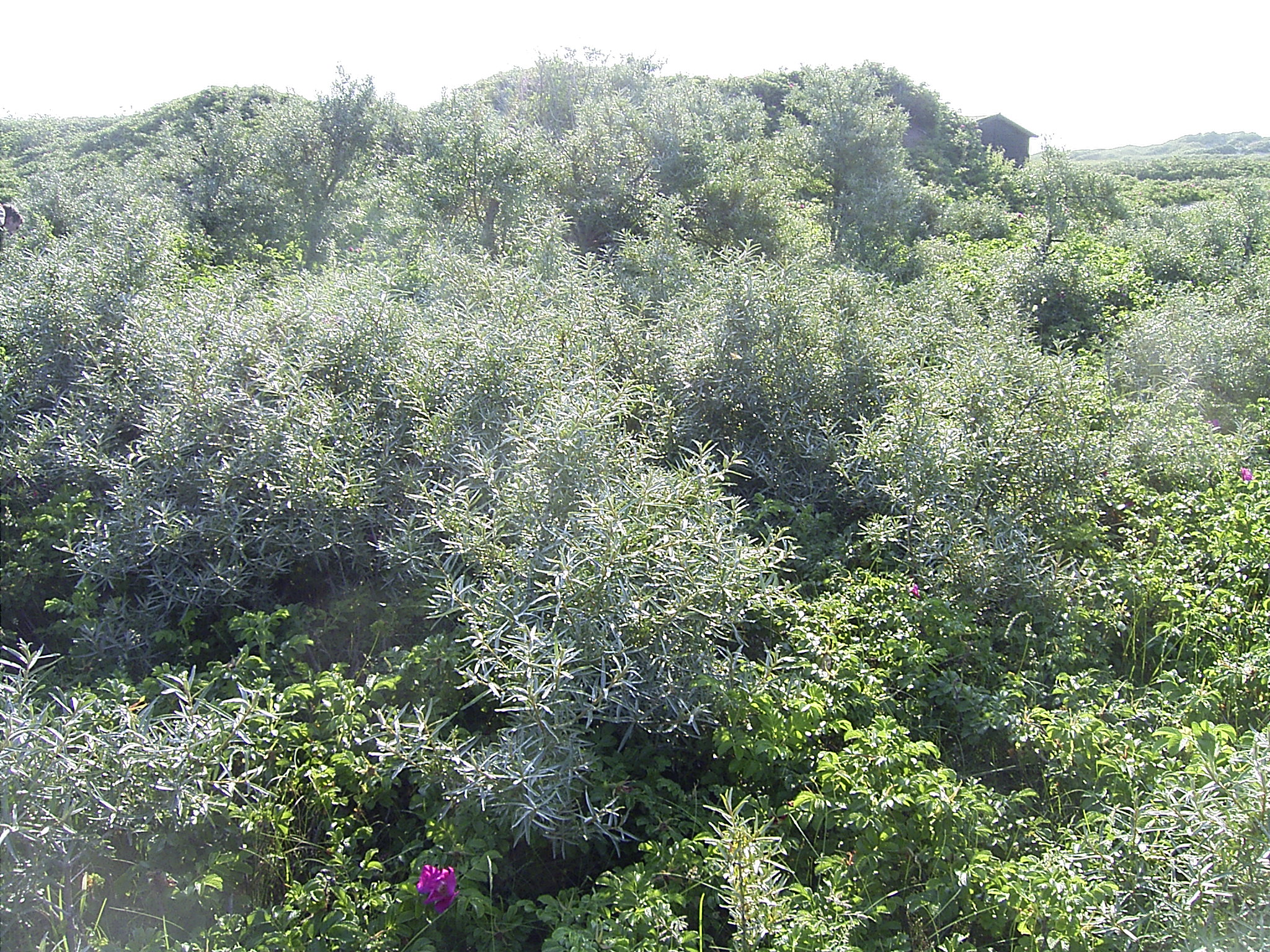
Dune grise à argousier, au Heligoland, en Allemagne.

Au Tardiglaciaire, le taxon pouvait être présent sur l'ensemble du territoire européen selon les types de sols et les dynamiques végétales déjà en place. C'est une espèce pionnière qui a la particularité de contribuer à l'enrichissement du sol en azote et donc de favoriser l'installation d'espèces plus exigeantes (voir usages). Lors de la reconquête de la végétation après le Dernier Maximum Glaciaire (DMG), Hippophae rhamnoides a fait partie des premiers ligneux à recoloniser les espaces précédemment occupés par une végétation maigre de type steppe-toundra, son aire de répartition alors n'était pas disjointe comme elle l'est actuellement. Cette aire actuelle, limitant les échanges génétiques, concourt à la mise en place d'une sélection  et d'une dérive génétique qui ont conduit à la distinction en deux sous-espèces différentes (voir détermination des deux sous-espèces : ssp. rhamnoides et ssp. fluviatilis).
L'espèce est spontanée dans les régions tempérées de l'Eurasie :
- en Europe : Scandinavie, îles Britanniques, Europe centrale et occidentale (Autriche, Benelux, Allemagne, Pologne, Suisse…), Europe de l'Est (Russie, Ukraine, République de Moldavie) et Europe méridionale (péninsule Ibérique, France, Italie, Grèce, Roumanie, ex-Yougoslavie…) ;
- Asie : de l'Iran et la Turquie jusqu'à la Mongolie et la Chine (Gansu, Hebei, Qinghai, Shaanxi, Shanxi, Sichuan, Xinjiang, Tibet, Yunnan…), en passant par le Caucase, (Arménie, Azerbaïdjan, Géorgie, Daghestan) et l'Asie centrale (Kazakhstan, Kirghizistan, Tadjikistan), la Chine possède la plus grande superficie (920 000 ha) et également la plus grande variété d'espèces ;
- dans le sous-continent indien (en particulier dans l'Himalaya).

En Russie, on évalue à quelque 200 000 ha de forêts naturelles d'Hippophae, plus 6 000 ha en plantations. La Chine possède la plus grande surface avec quelque 920 000 ha et la plus grande variété dans le genre.
En France, l'aire de répartition actuelle de l'argousier est scindée en deux habitats particulièrement distincts tant géographiquement qu'écologiquement : les dunes littorales et les massifs montagneux. Elle est naturelle, plantée ou subspontanée :
- c'est dans les Alpes du Sud que l'argousier est le mieux représenté, des étages collinéens à subalpin ;
- l'espèce est assez commune sur les alluvions du Rhône, des torrents alpins et de la portion alsacienne du Rhin ;
- présente sur tout le littoral dunaire, dans la portion stabilisée des massifs de la Manche et de la Gascogne.

L'argousier est exotique au Canada et aux États-Unis mais préconisé pour lutter contre l'érosion des sols, et cultivé au Québec. Ce sont les immigrants russes qui ont importé l'argousier en Amérique au début du XXe siècle.
On le trouve aussi en Afrique du Nord : Maroc, Algérie.

## Propriétés
Les fruits sont comestibles, ils sont riches en vitamine C, flavonoïdes et anthocyanes. Crus, ils sont acides ; ils peuvent être préparés en marmelade ou en gelée.

## Utilisations

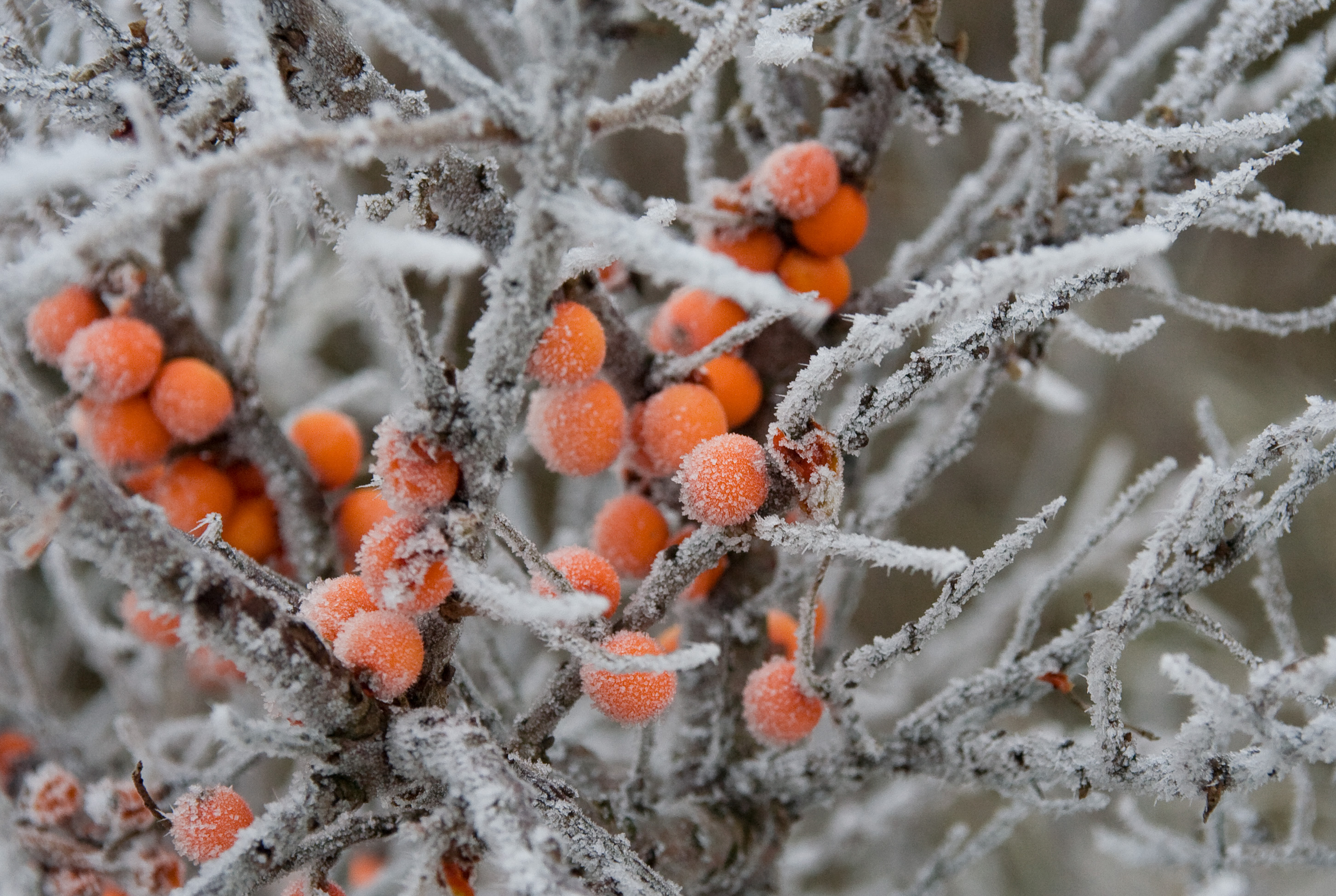
Baies d'argousier givrées.

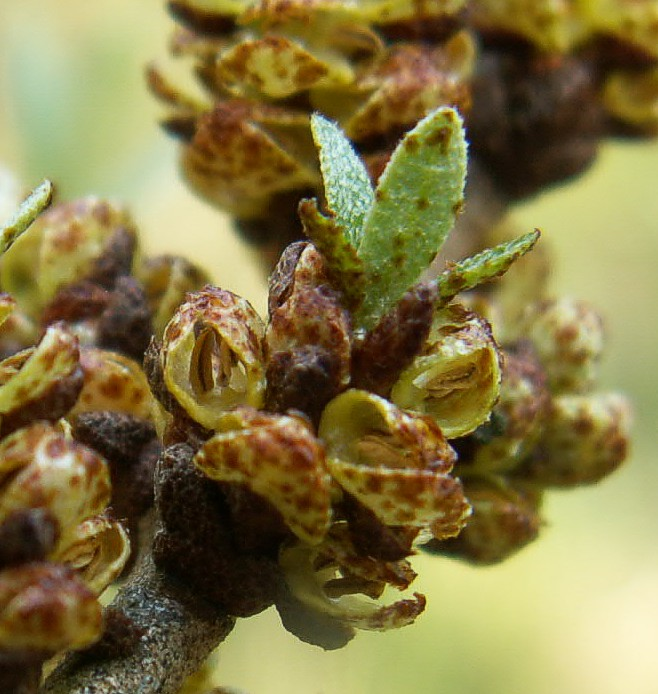
Inflorescence d'argousier.

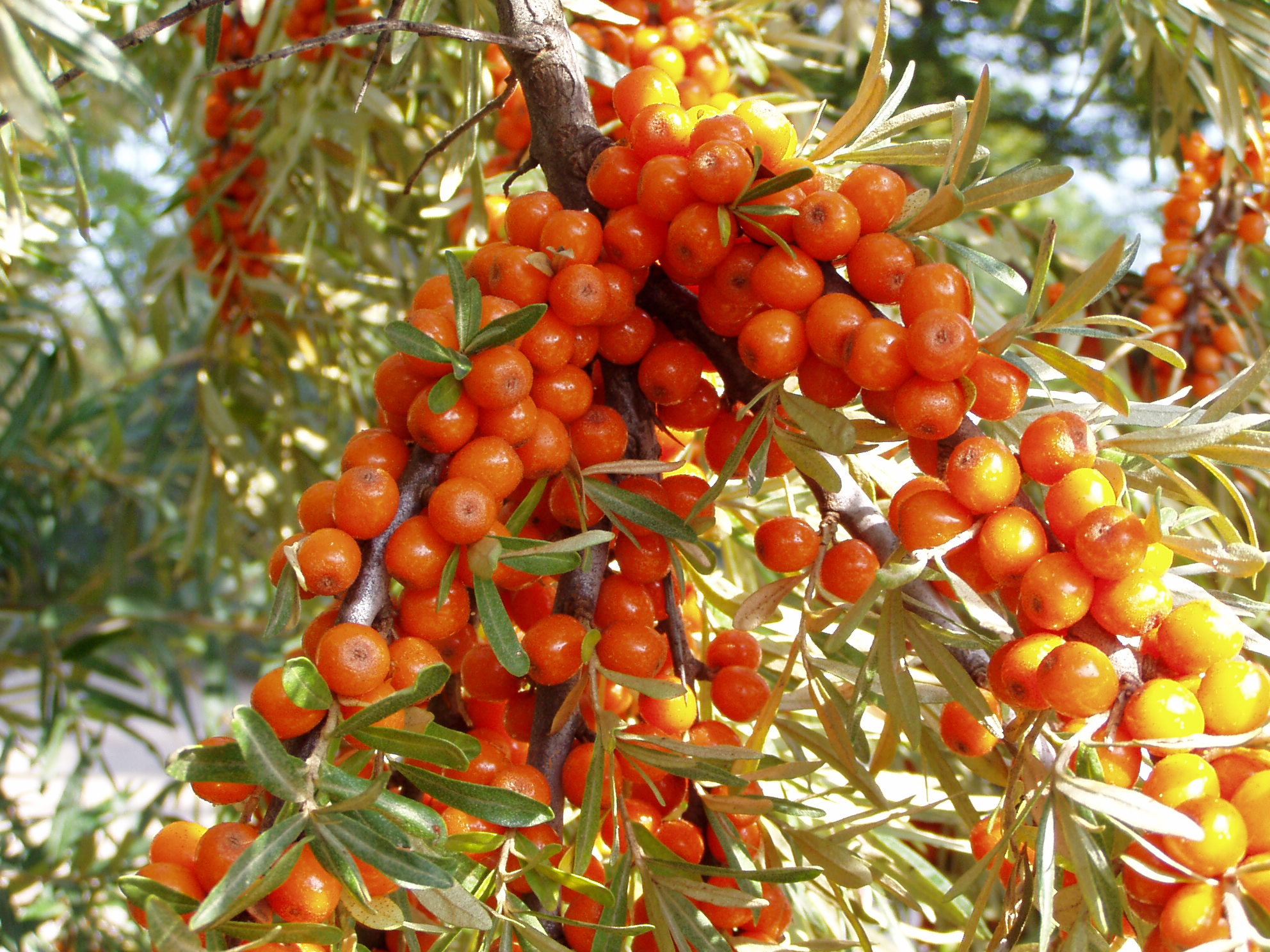
Baies de l'argousier.

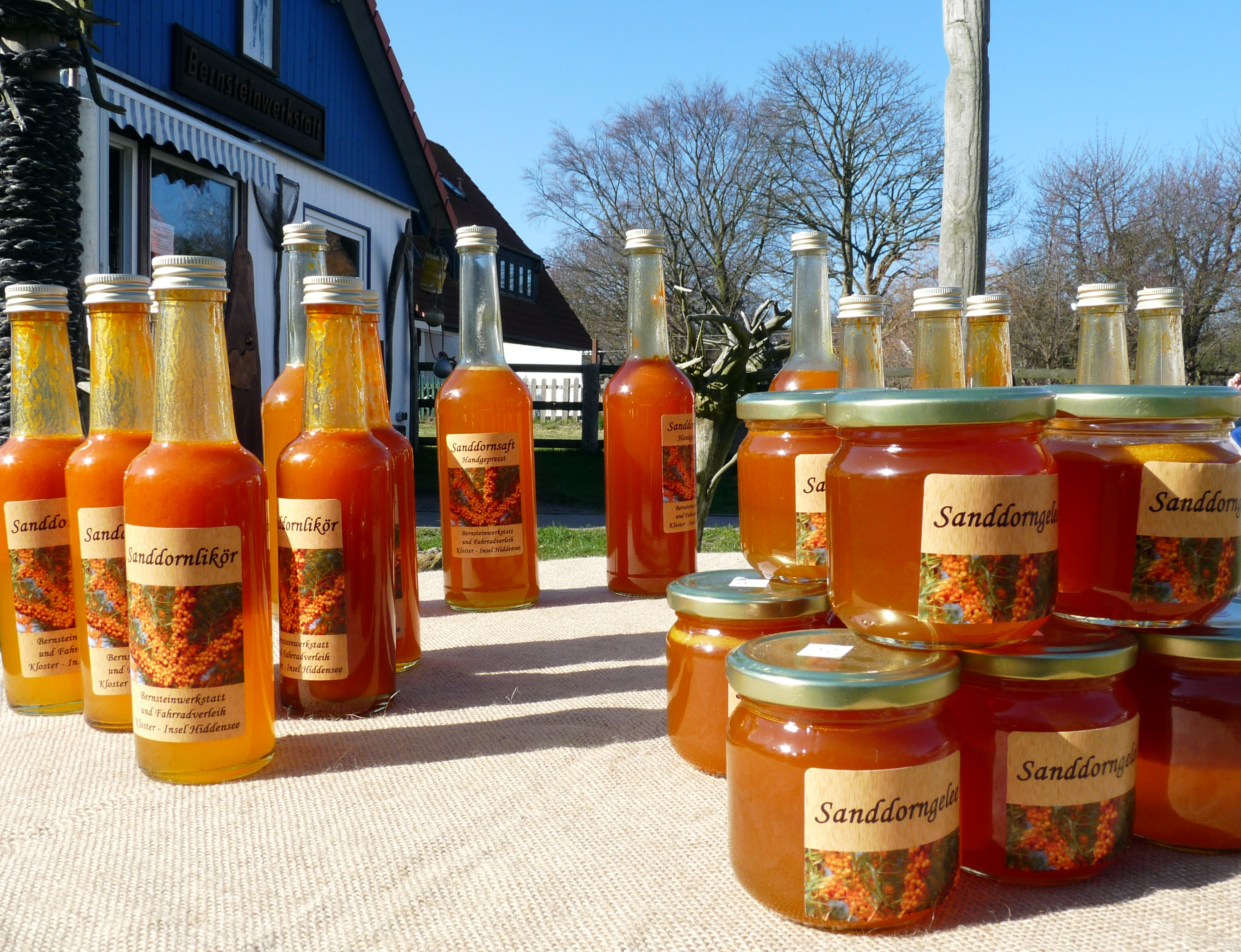
Liqueur, gelée et jus d'argousier (île de Hiddensee, en mer Baltique).

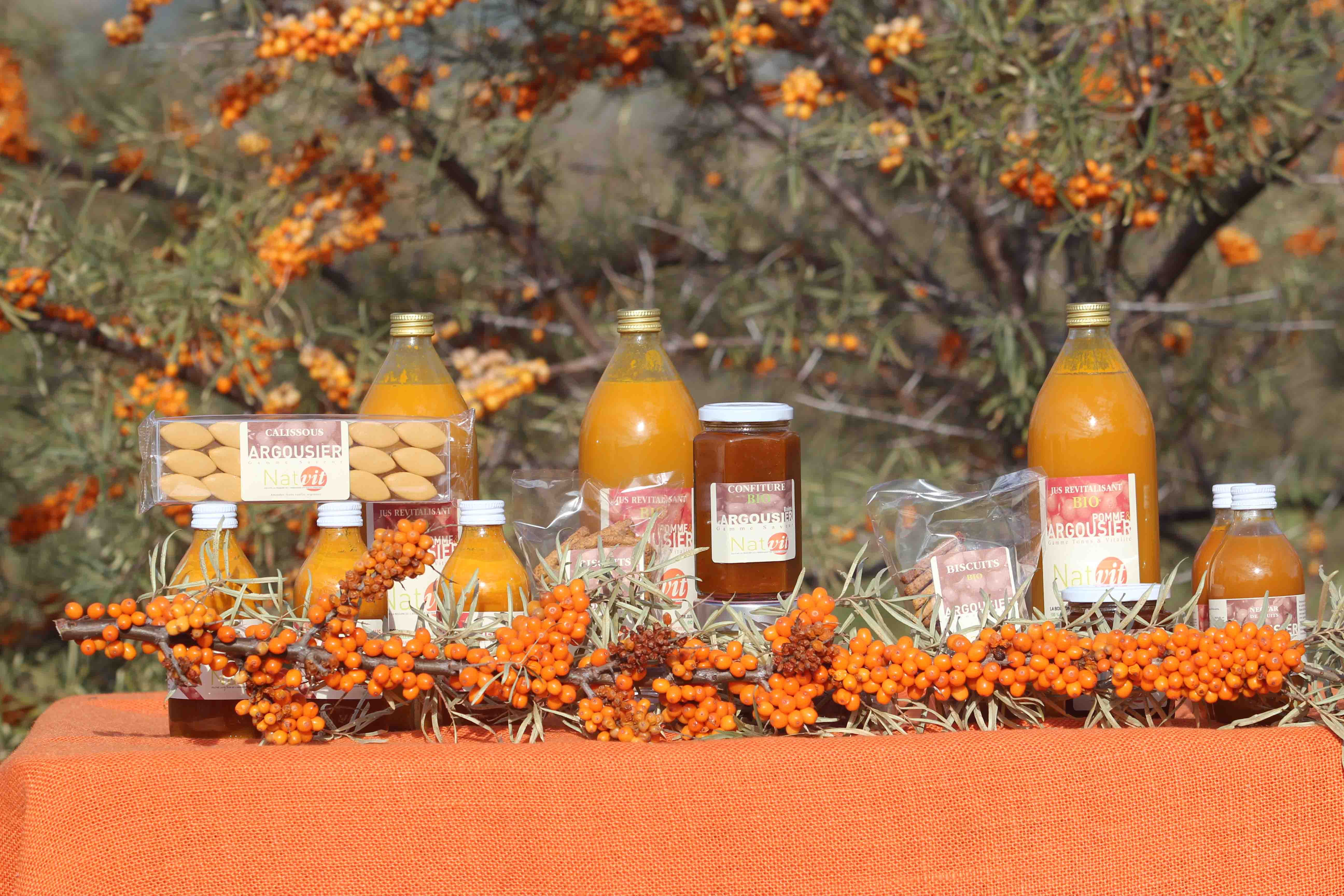
Gamme de produits à l'argousier cultivé en Haute Provence.

Les usages alimentaires, médicinaux, horticoles et écologiques sont reconnus depuis au moins 1 200 ans. Le genre est donc cultivé en Russie, Chine, France, etc.
- Dans les Hautes Alpes et dans l'ensemble des Alpes du Sud, nombre de producteurs fabriquent des spécialités locales à base d'argousier (confitures, pâtes, sirops, jus, etc.). Dans la vallée de la Durance (Alpes-de-Haute-Provence), les productions à base d'argousier font partie des produits du terroir au même titre que la lavande.
- En baie de Somme, dans la Picardie maritime, elle pousse en abondance sur le littoral où elle est cueillie en automne et transformée en jus, gelée, vinaigre, sirop[14].

### Usages alimentaires et médicinaux

#### Plante fourragère
- En Grèce antique, l'argousier servait de remède aux chevaux : les feuilles et les jeunes rameaux étaient ajoutés à leurs fourrages pour favoriser une prise de poids rapide et rendre le pelage lustré notamment à l'occasion de courses de chevaux[réf. nécessaire]. Les Anciens ont maintenu les argousiers dans leurs pâturages. Selon une légende, les feuilles d'argousier ont été l'un des aliments préférés  du cheval d'Alexandre le Grand.
- De nos jours, les éleveurs de Chine du Nord-Ouest laissent leurs animaux s'en nourrir. En Russie, le fourrage en est complémenté. La volaille alimentée avec des farines à base de fruits et d'huile d'argousier montre une augmentation de la pigmentation des jaunes d'œuf et de la masse graisseuse corporelle. L'huile augmente également la pigmentation de la chair de la truite arc-en-ciel[15].

#### Plante alimentaire et culture
- Les fruits, acides et astringents, sont comestibles[16] sous forme de confiture, compote, gelée ou sorbet. En Sibérie et Asie, les fruits sont mangés avec du lait et du fromage.
- Ils servent traditionnellement de condiments en Himalaya et, dans les pays nordiques où ils sont utilisés dans les sauces pour le poisson.
- Des arômes d'argousier entrent dans la composition d'une marque de vodka Гжелка облепиха[17] et d'autres produits à base d'alcool.
- En Asie, plus de 200 produits alimentaires ou médicinaux sont fabriqués à partir de l'argousier. En France, certains agriculteurs dans la vallée de la Durance ont réagi à la baisse du marché des fruits en se lançant dans la culture de l'argousier.
- Aujourd'hui, le jus d'argousier est très recommandé en phytothérapie grâce à sa forte teneur en vitamines ACE notamment[réf. nécessaire]. Le jus d'argousier cultivé dans les Alpes du sud est un des plus riches en vitamine C[réf. souhaitée].

#### L'huile d'argousier
Il existe deux sources d'huile dans les baies d'argousier : l'huile de pépins d'argousier et l'huile de la pulpe du fruit. Il existe également l'huile de marc (tirée de l'ensemble du fruit et des pépins d'argousier). Il existe plusieurs méthodes d'extraction de l'huile d'argousier. Elle peut être extraite soit par macération, par pression à froid, par centrifugation ou bien par pression au gaz.
Les huiles d’argousier (rares) contiennent beaucoup de vitamine E (330,4 mg/100 g), de vitamine A (378 mg/100 g) et des Oméga 3.6.7 et 9.
L'huile d'argousier est utilisée pour cicatriser et réhydrater la peau et les muqueuses. On peut trouver également un beurre d'argousier réalisé à partir de l'huile. L'huile contient toutes les propriétés utiles des baies sous une forme concentrée et peut être utilisée à la fois en interne et en externe.

#### Pharmacopée
La plante a été largement utilisée en médecine traditionnelle dans la Grèce antique, l'Empire romain, la Mongolie et la Russie. La médecine tibétaine traditionnelle comporte quelque 84 ordonnances pour la préparation de médicaments à base de baies d'argousier (en tibétain : སྟར་བུ, Wylie : star bu ; cf. le rGyud-bZhi, ou Quatre Tantras médicaux).
- Les fruits sont exceptionnellement riches en vitamine C avec une concentration 5 fois supérieure à celle du kiwi et 30 fois supérieure à celle de l’orange.
- Ils contiennent également des vitamines A et E ainsi que des acides gras essentiels et flavonoïdes.
- L'argousier a plusieurs applications médicinales (vermifuges, toniques, astringentes, anti-infectieuses et antisclérotiques) et notamment contre les brûlures et blessures cutanées.
- L'huile d'argousier est également utilisée par l'industrie cosmétique. Elle est en effet l'un des quatre fruits au monde contenant des omégas 7, l'acide palmitoléique. L'argousier en a une concentration 20 fois supérieures aux trois autres fruits. L'acide palmitoléique est particulièrement intéressant pour améliorer l'aspect de la peau puisqu'il constitue un éléments très proche du sébum humain.

L'huile d'argousier est utilisée par l'industrie cosmétique. Ainsi, plusieurs laboratoires fabriquent et commercialisent des produits à partir de telle ou telle partie de l’argousier. Par exemple, les Laboratoires Weleda ou La Maison de l'Argousier ont mis au point une huile de baies d’argousier, à partir de deux sources : l’huile issue de la pulpe de la baie et l’huile issue des graines. Ce produit aurait une action nourrissante et protectrice de la peau. Les entreprises Logana (crème de jour raffermissante) ou Eco Receptura (Crème visage nourrissante anti-âge) commercialisent des produits similaires.
L’expert en cosmétique suisse Daniel Müller explique cet engouement : «L'huile de baies d'argousier est riche en vitamine C et contient des minéraux, du calcium et  de grandes quantités de bêta-carotène. Le pigment orange des baies a des vertus antioxydantes qui aident la peau à se protéger des effets nocifs de l'environnement. L'argousier a une action équilibrante, apaisante et régénérante.»
On utilise à la fois:
- l'huile obtenue à partir des pépins de la baie pour sa teneur en d’acides gras insaturés ;
- celle obtenue à partir de la pulpe est très riche en bêtacarotène ainsi qu’en acide palmitoléique ;
- et enfin l'eau que produit la baie pour sa teneur remarquable en Vitamine C et en Acide Malique.

### Usages horticoles, sylvicoles et gestion des milieux
- Le taxon (fixateur d'azote) et apte à vivre dans les dunes littorales est également utile pour stabiliser les sols soumis à l'érosion. Comme l'Aulne, la Dryade, Myrica et les filaos de l'hémisphère Sud[23], le genre améliore les sols grâce à la présence au niveau des racines de nodosités hébergeant des bactéries spécialisées (Actinomycètes, de type Frankia) capables de fixer l'azote atmosphérique. Cette symbiose avec des Procaryotes fixateurs d'azote est surtout connue chez les représentants des Légumineuses (pois, haricots, lentilles, etc.). En réaction à la pénétration des bactéries, l'hôte — l'argousier — développe des nodules (kystes) qui circonscrivent les foyers microbiens. La bactérie obtient de son hôte le glucose et lui abandonne des composés qu'elle produit en excès[24]. Sur la côte Est de l'Angleterre, des taux de fixation de l'azote de 179 kg/ha ont été relevés[25].
- Outre son usage en haie défensive ou pour contenir le bétail, elle est parfois utilisée en brise-vent en raison de sa rusticité.
- Recommandée fréquemment pour sa résistance au sel au même titre que l'églantier (Rosa rugosa), les buissons ardents (Pyracantha spp.), le Troène (Ligustrum vulgare L.) et les tamaris (Tamarix spp.). Les argousiers ont montré leur résistance aux pesticides et à la pollution dans des conditions urbaines (vigueur, floraison, production de fruits, chute du feuillage, besoin en éléments nutritifs)[26].
- Ses baies peuvent en faire un atout pour l'avifaune dans le cas d'aménagement de haies diversifiées.
- Comme toute espèce pionnière, l'Argousier se propage facilement et présente donc un intérêt sylvicole reconnu. Les branches lignifiées produisent facilement des racines adventives, la reproduction par boutures est également pratiquée et on plante ou réintroduit le taxon par semences qui sont viables trois à quatre ans. Ainsi, pour lutter contre la désertification, on a ensemencé le Plateau des Lœss (Chine) depuis un avion.
- La plante, très décorative, présente un intérêt horticole comme arbrisseau d'ornement en raison de son feuillage argenté et de ses baies orange vif en grappes serrées sur des rameaux épineux. Elle reste donc attractive jusqu'à l'hiver.

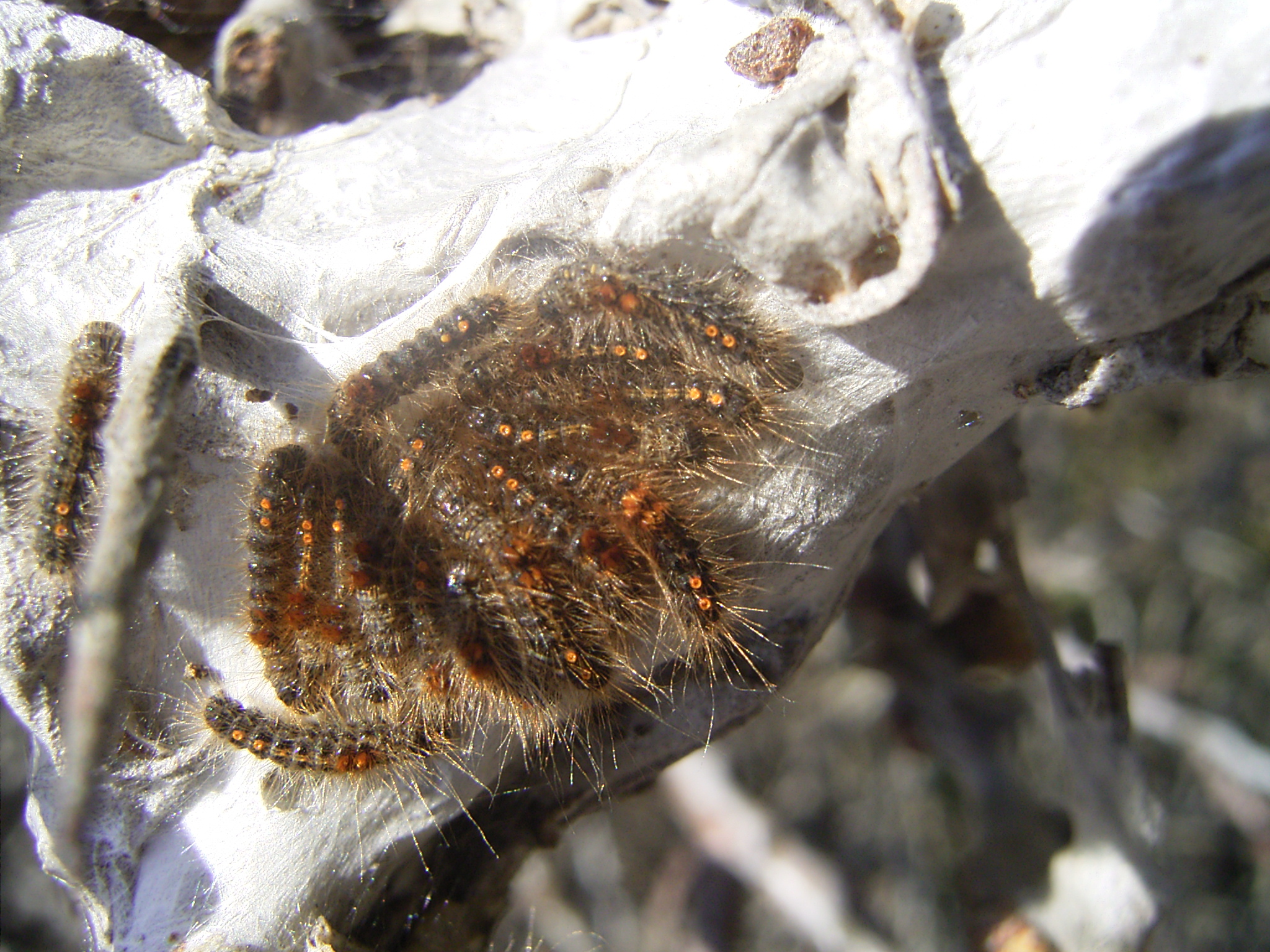
Chenilles dEuproctis chrysorrhoea sur argousier, dans des dunes aux Pays-Bas.

Le taxon peut être la proie de ravageurs et de maladies. Holotrichia oblita, Gryllotalpa unispina et Agrotis segetum sont les principaux ravageurs souterrains des pépinières, ils s’attaquent aux jeunes racines mais peuvent être contrôlés au moyen d'appâts toxiques et de lampe servant de leurre. Holcocerus arenicolus est plus ennuyeux. Parmi les ravageurs défoliateurs, on trouve Malacosoma neustria testacea et Maladera orientalis, des parasites se nourrissant des fruits comme Rhagoletis batava et Curculio ssp. Des inondations combinées à des applications de pesticides peuvent être utilisées pour contrôler la mouche de l'Argousier (Gelechia hippophaella). Enfin, Fusarium et Pythium peuvent être des maladies importantes au stade de la plantule.
Un champignon lui est presque exclusif, quand son bois se meurt il peut se faire coloniser par Phellinus hippophaecola.
Des apports d’engrais azotés influencent sa croissance et son équilibre nutritionnel (certains nutriments deviennent plus concentrés, d'autres moins) ; les feuilles ont une  teneur en carbone, azote et phosphore qui change, mais la plante semble conserver un fonctionnement interne normal, qui démontre une certaine capacité d'adaptation à l'eutrophisation par l'azote.

## Culture

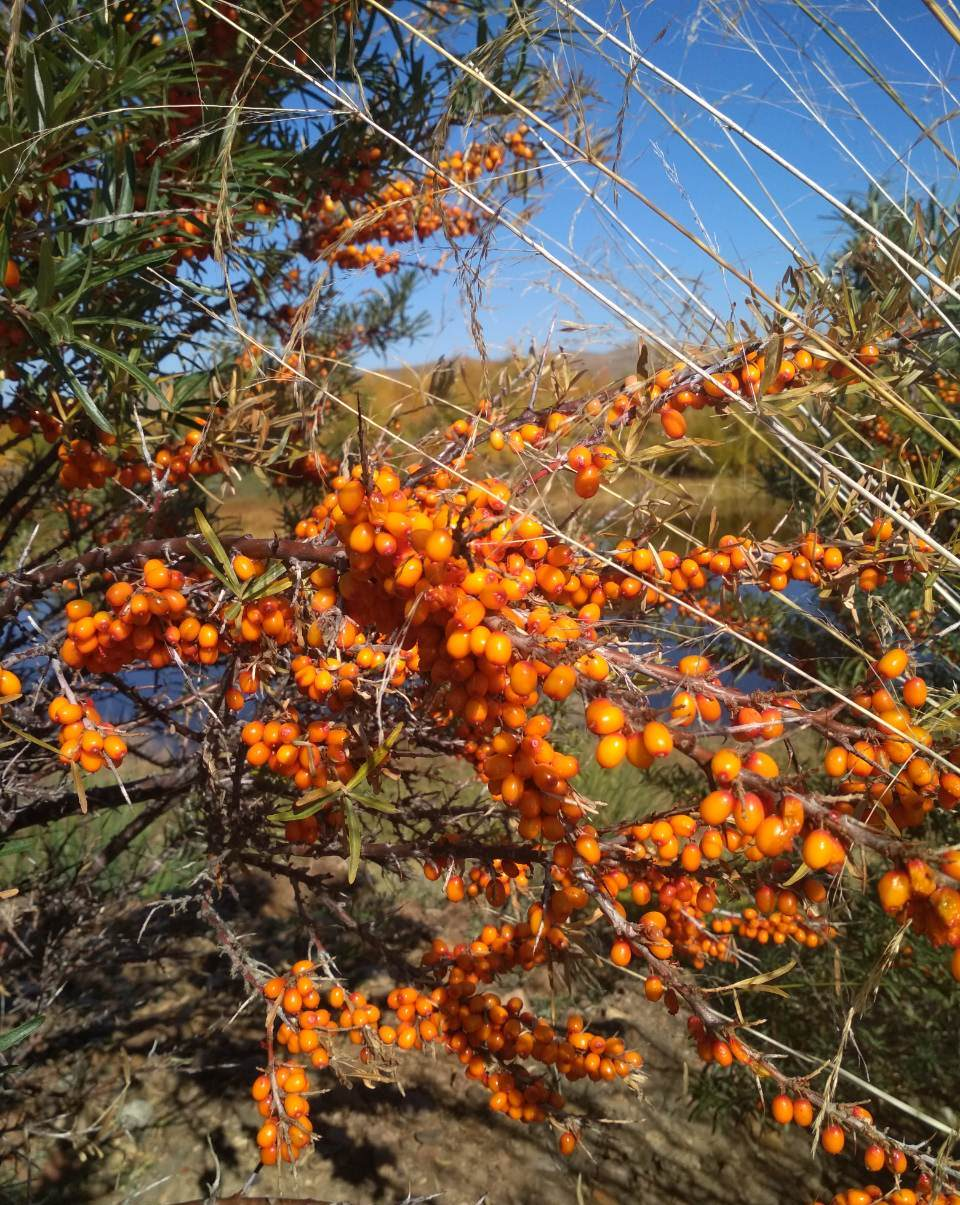
Baies mûres de l'argousier dans le District de Selenginsky, en Bouriatie, en Russie.

L'argousier pousse sur des sols relativement pauvres qu'il a la particularité d'amender. En effet, c'est une espèce pionnière qui colonise les sols instables des alluvions et des littoraux sableux (massifs dunaires) ou les colluvions et autres dépôts de pentes en montagne. Elle préfère les stations ensoleillées et atteint jusqu'à  5 200 m sur les plateaux eurasiatiques.
Multiplication par semis.
Pour les cultiver, après macération, il faut laver et sécher les graines. Il y a nécessité de trois mois de stratification à 5 °C pour obtenir une bonne levée. Les graines n'ont qu'une durée germinative de cinq mois.
On détermine le sexage du plant dès l'état de jeune plantule : le pied mâle a des bourgeons latéraux plus développés que ceux des pieds femelles.
Les boutures herbacées ou semi aoûtées (idéalement juin, début juillet) se font dans de l'eau, les racines se forment en une semaine, puis intervient le repiquage ou le bouturage habituel sous cloche dans un substrat sableux.

### Variétés et cultivars

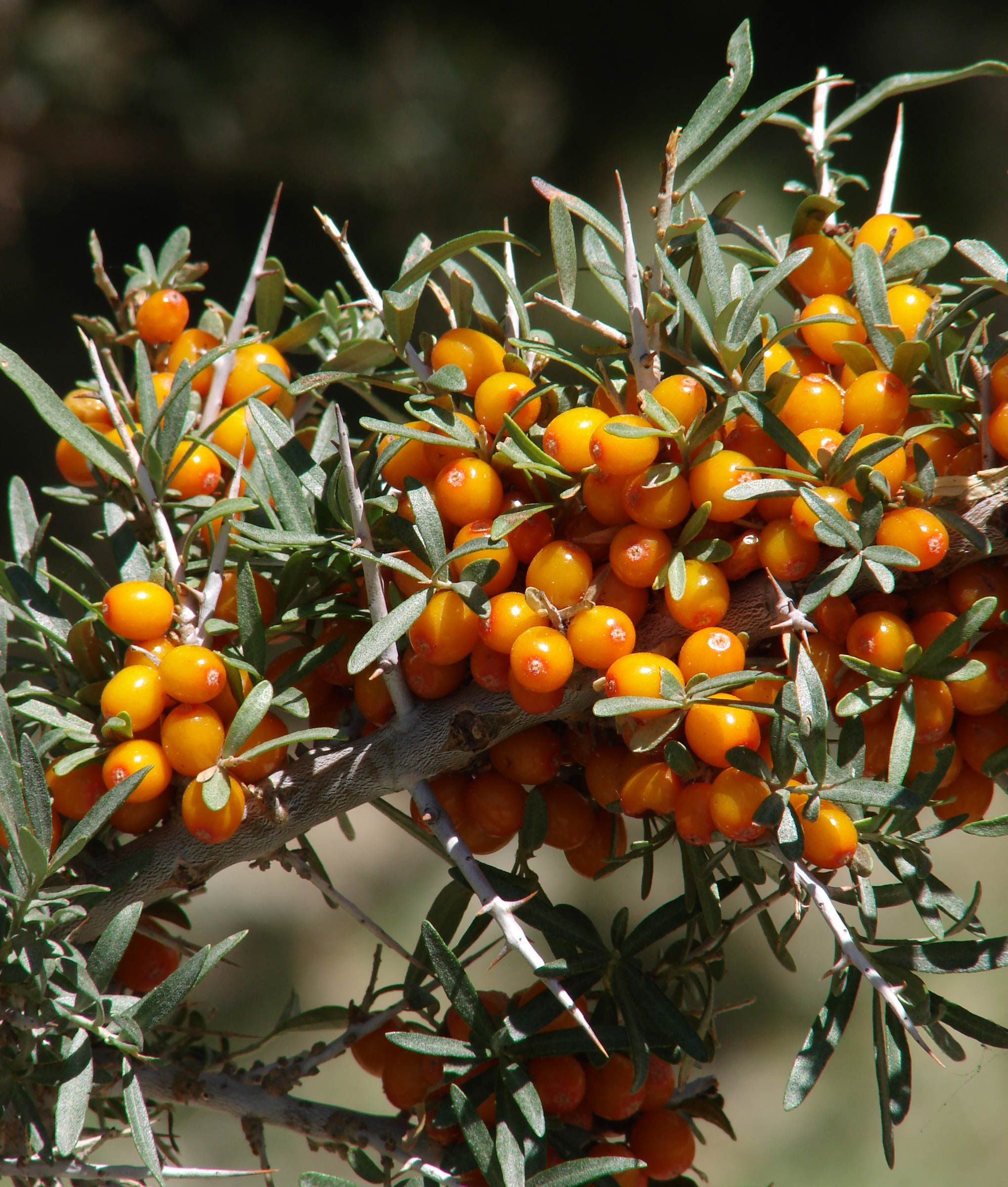
Baies d'argousiers, dans la vallée de la Noubra, au Ladakh.

Au regard de ses nombreuses qualités, la domestication de l'argousier a pris de l'essor depuis quelques décennies. Ainsi, il s'est tenu en 1989, à Xi'an (Chine), le premier symposium international sur l'Argousier, suivi d'un deuxième, en 1993, à Novossibirsk (Sibérie).
Il existe un certain nombre de cultivars, généralement sélectionnés pour la qualité des fruits, mais également pour certains attributs pouvant faciliter la récolte (caractère plus ou moins épineux, longueur du pédoncule, formation de grappes denses, taux de sucre, résistance aux maladies).
Les sélections provenant de sibérie sont ceux qui ont les taux de sucre les plus élevés, avec un goût supérieur aux variétés allemandes. Ces variétés sont issues de l'espèce hippophae rhamnoides subsp. mongolica qui est plus susceptible aux maladies racinaires en climats propices aux cycles gel-dégel pendant la saison hivernale. Les croisements des sous-espèces sibériennes (hippophae rhamnoides subsp. mongolica) et européennes (hippophae rhamnoides subsp. rhamnoides) ont permis de créer des variétés (ex. cultivar allemand Sirola, variétés lettonnes) ayant à la fois une bonne qualité de fruit (saveur, taux de sucre, calibre) et une résistance élevée aux maladies.
Femelles (liste non exhaustive)

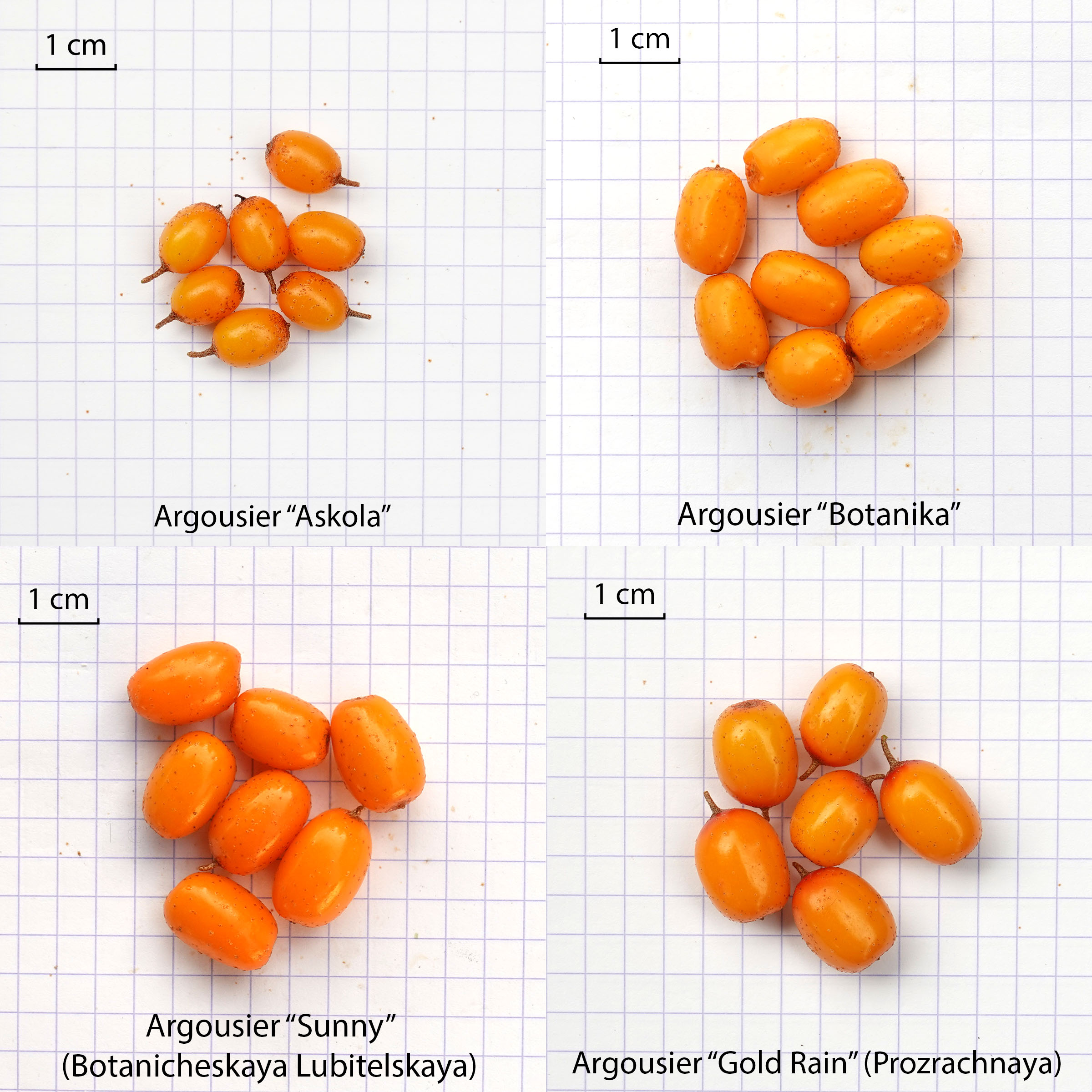
Fruits de différents cultivars d'argousiers. Récolte été 2024, Pépinière Ombelle et Radicelle, Ariège

- 'Argalp 700' - Fruits à forte teneur en vitamine C (pour 100 g) et un taux d'antioxydants (ORAC (indice)) de 22 000 unités pour 100 g de baies. Sélection de Natvit France spécialisée dans la culture et la valorisation de l'argousier.
- 'Askola' - Variété allemande. Croissance vigoureuse, forte productivité.
- Botanika Lubitelskaya - Sélection Lettonne commerciale très productive. Fruits très juteux, jaune foncé, de 0,5 à 1,1 g. Teneur en jus jusqu’à 90 %, teneur en huile très faible. Buisson de taille moyenne, peu d’épines. Croisement entre la variété russe 'Botanika' et des variétés lettonnes. Aussi commercialisé sous le nom 'Sunny'.
- 'Chuyskaya' -  Une sélection russe, aux fruits de meilleure qualité que ceux du type, sucrés, sans épine ou presque, considéré comme étant un des meilleurs gustativement[30].
- 'Eva' - Variété Lettonne aux fruits plus sucrés, mais à productivité moindre que les principales variétés commerciales. Fruits parsemés sur les rameaux sans former des grappes denses.
- 'Indian-Summer' - Une sélection Canadienne récente (1996) très épineuse, résistante au froid et à la sécheresse. 165 mg de vitamine C par 100 g de fruits.
- 'Inermis' - Très peu épineux. Taille inférieure au type.
- 'Leikora' - Assez gros fruits de faible intérêt gustatif, buisson vigoureux et épineux. Une sélection allemande très répandue en Europe et Amérique du Nord, largement dépassée par les cultivars récents russes.
- 'Mary' - Variété Lettonne la plus fréquemment cultivée pour la production commerciale en Lettonnie. Elle permet d’obtenir à la fois du jus (~85 %) et de l’huile de haute qualité à partir du fruit. Baies d’un poids d’environ 0,8 g. Buisson de taille moyenne, avec peu d’épines. Fenêtre de récolte assez longue d'environ 20 jours.
- 'Moldovia femelle'
- 'Novostj Altaja' -  Peu épineux, productif. Les fruits sont moins acides que ceux du type. Une sélection résistante aux froids prolongés.
- 'Otradnaya' - Une variété hâtive, vigoureuse, résistante au froid.
- 'Prevoshodnaya' -  Une sélection russe, aux fruits de meilleure qualité que ceux du type, sucrés, sans épine ou presque, considéré comme étant un des meilleurs gustativement[30].
- 'Prozrachnaja' - Variété commerciale d'origine lettonne, vigoureuse avec une enracinement rapide et solide, particulièrement adapté aux zones plus arides. Les fruits sont gros, juteux, orange clair avec des taches plus foncées aux deux extrémités, pesant environ 0,9 g. Aussi commercialisé sous le nom 'Gold Rain'.
- 'Rockorange' - Très productif.
- 'Rodnichok' -  Une sélection russe, aux fruits de meilleure qualité que ceux du type, sucrés, sans épine ou presque, considéré comme étant un des meilleurs gustativement[30].
- 'Tatjana' - Variété lettonne particulièrement adaptée pour la production d’huile d’argousier. La baie contient environ 5 % d’huile. Peu d’épines, baies disposées en grappes denses.
- 'Velikan' -  Une sélection russe, aux fruits de meilleure qualité que ceux du type, sucrés, sans épine ou presque, considéré comme étant un des meilleurs gustativement[30].

Mâles (liste non exhaustive)
- 'Arborescent masculi' - jusqu'à 8 m de haut

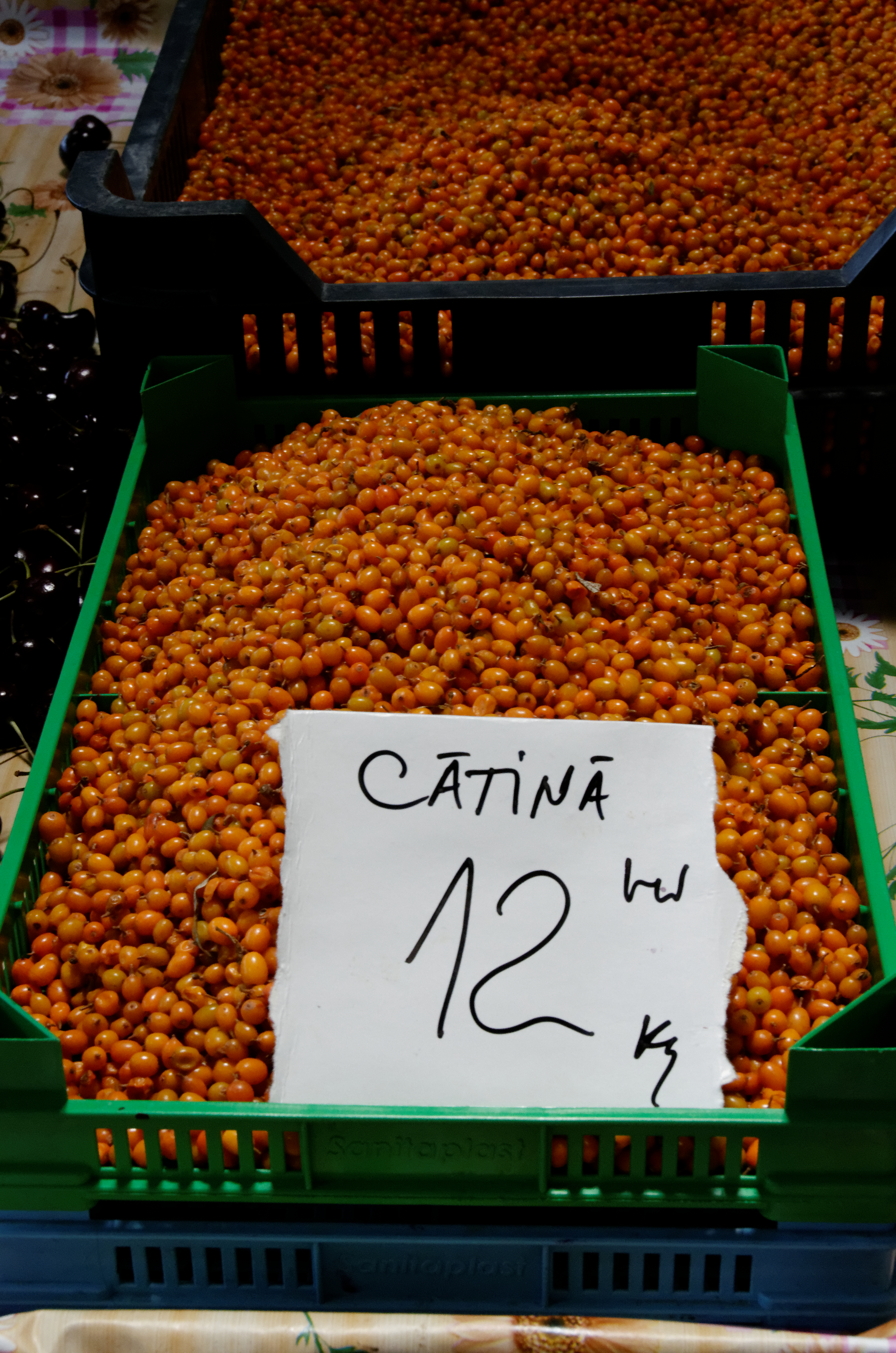
Baies d'argousier vendues sur un marché de Bucarest.

- 'Hikul' - Sélection mâle à port compact, formant un buisson dense presque sans épines. Synonyme Silver Star.
- 'Lord' - (mâle) Un cultivar letton à la floraison considérée comme précoce, avant Pollmix, idéal en association avec ce dernier pour une meilleure pollinisation.
- 'Moldovia mâle'
- 'Otto' - Variété mâle, sélection finlandaise.
- 'Pollmix' - (mâle) Une sélection allemande souvent utilisée comme pollinisateur de référence dans les vergers d'argousiers. Il existe plusieurs sélections (Pollmix-2, Pollmix-3, Pollmix-4), obtenues par la pépinière Berlin Baumschulenweg GmbH, avec des périodes de floraison légèrement décalées.
- 'Sprite' - (mâle) Une sélection aux dimensions réduites, et au feuillage plus argenté que celui de l'espèce type. Souvent utilisé comme pollinisateur.

Autofertiles
- 'Sandora' - premier cultivar non dioïque (2011)
- 'Solo' - cultivar non dioïque

## Dans la littérature
- La plante est mentionnée dans les écrits des Anciens grecs comme Dioscoride et Théophraste.
- Dans la Septième promenade, Jean-Jacques Rousseau raconte avoir mangé quinze ou vingt Hipophae, sans aucune séquelle, lors d'une herborisation aux alentours de Grenoble lorsqu'il y séjourna en juillet ou août 1768. Il semble, malgré sa dénomination, que les baies en question n'aient pas été vénéneuses.
- Une requête, en français, avec Hippophae rhamnoides (seul) sur Internet donne en première estimation quelque 185 000 entrées, en janvier 2011 (699 000 en octobre 2012, 902 000 en février 2019), allant de références naturalistes aux produits à base d'argousier en passant par des blogs.
- La présence de l’argousier en Mongolie fait que cette plante était utilisée comme remède par le conquérant Gengis Khan (et ses guerriers, ) aussi  bien l’huile d’argousier appelée « sang du cœur de l’empereur »[31], que les  baies  pour « fortifier  son  corps »[32].